# 伟大的低语者
《伟大的低语者》，又名《轻声说爱语》（直译：帘幕公公帘幕婆婆） ，是泰国难府普敏寺的一幅著名壁画。画中是一个男子在向一个女子低声谈话，被称为“爱的低语传播世界”。
画中的男子为该壁画的创作者。

## 其他相关
- 《伟大的低语者》在泰国的知名度类似中国的敦煌壁画《反弹琵琶》或《都督夫人礼佛图》，多出现在难府的许多文创周边中，如T恤、明信片，甚至家居装饰品。[4]
- 泰国电影《想爱就爱2》中曾提及过关于这幅壁画的诗歌。